# Muhámmad II al-Mahdi
Muhámmad II al-Mahdi (en árabe: المهدي بالله محمد بن هشام al-mahdī bi-llāh muḥammad ibn hišām). (* Córdoba, 980 – 23 de julio de 1010). Cuarto califa omeya del Califato de Córdoba entre 1009 y 1010.
Muhámmad II, que adoptó el título de al-Mahdi bi-l-Lah («el bien guiado por Alá»), ocupó el trono califal en dos cortos periodos separados por apenas unos meses. Era hijo de Hisham o Hixem, a su vez hijo de Abd al-Yabbar, el cual por su parte era uno de los hijos de Abd al-Rahman III. Por tanto, era bisnieto del célebre primer califa de Córdoba.
Su primera etapa como califa se inicia el 15 de febrero de 1009 cuando un levantamiento popular triunfó en Córdoba y expulsó a Hisham II y a su hombre fuerte, Abd al-Rahman Sanchuelo que, como hijo de Almanzor, venía ejerciendo el poder real sobre el califato.
Sin embargo, su enfrentamiento con la etnia bereber provocó que, en el mismo año de su proclamación como califa, perdiera el trono a manos de su primo segundo Sulaimán al-Mustaín, que, con el apoyo bereber y el del conde castellano Sancho García, derrotó, el 1 de noviembre de 1009, al ejército califal en la batalla de Alcolea, lo que obligó a Muhámmad a refugiarse en Toledo.
Su segunda etapa como califa empezó el 10 de mayo de 1010, cuando tropas eslavas al mando del general Wádih, apoyadas por otras catalanas del conde Ramón Borrell, derrotaron al ejército de Sulaimán y repusieron nuevamente a Muhámmad en el trono cordobés. En él se mantuvo hasta su asesinato, ocurrido el 23 de julio de 1010, por orden de su jefe militar, el general al-Wádih. Tras este suceso, fue restaurado Hisham II, que así volvía a ocupar el califato por segunda vez.
| Predecesor: Hisham II           | Califa de Córdoba 1009 en guerra contra Sulaimán al-Mustaín (1009) | Sucesor: Sulaimán al-Mustaín |
| Predecesor: Sulaimán al-Mustaín | Califa de Córdoba 1010                                             | Sucesor: Hisham II           |